# Mediateca austriaca
La mediateca austriaca (in tedesco Österreichische Mediathek) è l'archivio austriaco per le registrazioni sonore e i video della storia culturale e contemporanea. È stata fondata nel 1960 come Fonoteca Austriaca dal Ministero Federale della Pubblica Istruzione. Dal 2001 è un dipartimento del Museo della tecnica di Vienna, un'istituzione scientifica di diritto pubblico del Governo Federale. Come archivio video e sonoro, la Mediateca austriaca si occupa del patrimonio culturale audiovisivo austriaco (ad eccezione dei film su supporti fotografici e della fotografia).

## Attività
Le attività della Mediateca Austriaca comprendono la raccolta di media audiovisivi pubblicati o prodotti in Austria e la raccolta di media audiovisivi con riferimento all'Austria. Tra gli altri compiti vi è la registrazione selettiva dei programmi televisivi e radiofonici ricevuti in Austria. Per preservare le sue collezioni, la Mediateca austriaca si è specializzata nella digitalizzazione e nell'archiviazione digitale a lungo termine del materiale audio. I progetti scientifici sono dedicati all'elaborazione dei contenuti del patrimonio archivistico.

## Collezioni
Le collezioni della Mediateca Austriaca includono principalmente i campi della musica, della letteratura, della storia, della politica e della scienza. I documenti coprono un periodo che va dal XIX secolo ai giorni nostri e comprendono supporti come pellicole autotaglianti, gommalacche, dischi in vinile, nastri audio, cassette DAT, cassette compatte, CD, DVD, vari formati video e vari formati di file. Particolarmente degne di nota sono, tra l'altro, le auto-registrazioni della Mediateca Austriaca, le collezioni dell'istituto austriaco per il cinema scientifico (ÖWF), registrazioni di anteprime del Burg- e Akademietheater, le registrazioni delle sedute del consiglio nazionale del parlamento austriaco, la collezione Rot-Weiß-Rot con registrazioni radiofoniche del dopoguerra, la collezione Günther Schifter con gommalacche del periodo tra le due guerre, le registrazioni di trasmissioni radiofoniche e televisive selezionate, le interviste di storia orale nonché il retaggio di artisti e scienziati austriaci. Numerosi documenti audio e video sono esemplari unici, disponibili solo nella Mediateca Austriaca.

## Accessibilità
L'intero fondo della Mediateca Austriaca è accessibile al pubblico (archivio di consultazione). Una parte del fondo è accessibile via Internet. Online, mostre virtuali sono dedicate a diversi temi principali, tra cui una cronaca acustica dell'Austria dal 1900 ad oggi. La presenza sul web attualmente più estesa è www.journale.at. Su questa piattaforma sono disponibili online le riviste radiofoniche della stazione radio Ö1 dal 1967 al 1999.